# Milán-San Remo 1956
La Milán-San Remo 1956 fue la 47.ª edición de la Milán-San Remo. La carrera se disputó el 19 de marzo de 1956, siendo el vencedor final el belga Alfred de Bruyne, que se impuso en solitario en la meta de San Remo.

## Clasificación final
| Posición | Ciclista          | Equipo                | Tiempo     |
| -------- | ----------------- | --------------------- | ---------- |
| 1        | Alfred de Bruyne  | Mercier-Hutchinson-BP | 6h 57' 10" |
| 2        | Fiorenzo Magni    | Nivea-Fuchs           | + 46"      |
| 3        | Joseph Planckaert | Elvé-Peugeot          | + 50"      |
| 4        | Willy Vannitsen   | Faema-Guerra          | + 01' 51"  |
| 5        | Donato Piazza     | Nivea-Fuchs           | m. t.      |
| 6        | Mario Baroni      | Nivea-Fuchs           | m. t.      |
| 7        | Germain Derijcke  | Faema-Guerra          | m. t.      |
| 8        | Arrigo Padovan    | Atala                 | m. t.      |
| 9        | Giorgio Albani    | Legnano               | m. t.      |
| 10       | Stan Ockers       | Elvé-Peugeot          | m. t.      |